# Carlo Zocchi
Pour les articles homonymes, voir Zocchi.
Carlo Zocchi (né à Milan en 1894 et mort à Milan en 1965) est un peintre italien qui a été actif à Lierna au XXe siècle.

## Biographie
Zocchi, artiste autodidacte, a commencé à s'intéresser à l'art italien des XIVe et XVe siècles, avant de se tourner vers la peinture du XXe siècle après 1920. Il a commencé à exposer ses œuvres en 1923. Il a participé à cinq Biennale de Venise et de nombreuses expositions du Museo della Permanente de Milan.
Après 1940, Zocchi a commencé à peindre dans des tons chromatiques plus vifs, sous l'influence des peintres du Chiarismo Lombard, tout en maintenant le concept de Mario Sironi, « sombre, peuplé par quelques chiffres, mélancolie ». Après la guerre, il peint des figures de la vie rurale et trouve la sérénité dans des paysages dans la mémoire du Naturalisme lombard.

## Salons
Peintre à la production abondante, il a exposé dans de nombreuses villes et à la Biennale de Venise.
- Biennale de Venise, Italie (1928, 1930, 1932, 1934 e 1950)
- Quadriennale de Rome (1931, 1940)
- Musée Permanente, Milan, Italie
- Expositions d'art de Barcellona, Espagne, 1930
- Mostra d'Arte Sacra de Padoue, 1931
- Peinture contemporaine Città di Desio, Italie
- Una mostra personale del pittore Carlo Zocchi con 25 opere e disegni di diversi periodi nelle nostre sale dall'8 al 24 gennaio [1940], Exposition, Milan, Galleria del Milione, Milan, Italie, 1940,

## Musées
- Pinacoteca di Brera, Milan, Italie
- Fondazione Cariplo, Milan, Italie (Inv. p. 237)
- Gallerie di Piazza Scala

## Œuvres
- Le Bellotto à Lierna Lac de Côme, 1954, huile sur toile, cm 61 x 81, Collezioni d'arte della Fondazione Cariplo

## Prix
- Premio Cassani